# 김흥권
김흥권(한국 한자: 金興權, 1963년 12월 2일 ~ )은 대한민국의 전 축구 선수이며, 포지션은 미드필더였다.

## 참고 자료
- (U-20 월드컵) 4강 신화 30주년' 그들은 지금…